# Liste der Baudenkmale in Bülkau
In der Liste der Baudenkmale in Bülkau sind die Baudenkmale der niedersächsischen Gemeinde Bülkau und ihrer Ortsteile aufgelistet. Der Stand der Liste ist der 21. März 2023. Die Quelle der Baudenkmale ist der Denkmalatlas Niedersachsen.
In den Spalten befinden sich folgende Informationen:
- Lage: die Adresse des Baudenkmales und die geographischen Koordinaten. Kartenansicht, um Koordinaten zu setzen. In der Kartenansicht sind Baudenkmale ohne Koordinaten mit einem roten Marker dargestellt und können in der Karte gesetzt werden. Baudenkmale ohne Bild sind mit einem blauen Marker gekennzeichnet, Baudenkmale mit Bild mit einem grünen Marker.
- Bezeichnung: Bezeichnung des Baudenkmales
- Beschreibung: die Beschreibung des Baudenkmales. Unter § 3 Abs. 2 NDSchG werden Einzeldenkmale und unter § 3 Abs. 3 NDSchG Gruppen baulicher Anlagen und deren Bestandteile ausgewiesen.
- ID: die Objekt-ID des Baudenkmales
- Bild: ein Bild des Baudenkmales, ggf. zusätzlich mit einem Link zu weiteren Fotos des Baudenkmals im Medienarchiv Wikimedia Commons. Wenn man auf das Kamerasymbol klickt, können Fotos zu Baudenkmalen aus dieser Liste hochgeladen werden:

## Bülkau

### Einzelbaudenkmale
| Lage                             | Bezeichnung               | Beschreibung | ID       | Bild |
| -------------------------------- | ------------------------- | --- | -------- | ---- |
| Dorf 53° 44′ 54″ N, 8° 58′ 42″ O | Kirche                    | Saalkirche aus Backstein mit polygonalem Chorabschluss unter Walmdach in Hohlpfannendeckung. 1701 auf den Grundmauern einer gotischen Feldsteinkirche neu errichtet, von der die polygonale Form des Chores übernommen wurde. Die Längswände mit nachträglichen Strebepfeilern und großen Rundbogenfenstern versehen, deren Form auf einen Umbau 1857/58 zurückgeht. Vor Westwand freistehender hölzerner Glockenturm mit ins Achteck überführtem Knickhelm in Schieferdeckung, errichtet gegen 1600, 1776 und 1964 renoviert. Im Inneren Raumabschluss durch hölzerne Segmentbogentonne aus Mitte 19. Jh., welche die ursprüngliche Flachdecke ersetzte. Ursprüngliche Ausstattung mit Kanzelaltar, Priechen und umlaufender Empore bei Renovierung 1959–64 reduziert auf gemauerten Blockaltar und einzeln stehender hölzerner Kanzel sowie Westempore. Orgel in ausklingenden Knorpelstilformen, ursprüngliches Hauptwerk 1679 von Arp-Schnitger aus Hamburg, Pedaltürme und Brustwerk 1758/59 von Dietrich Gloger aus Stade, 1912 und 1968 Neubau des Werks durch P. Furtwängler & Hammer bzw. Hermann Hillebrand, Teile des Denkmalprospekts von Arp Schnitger erhalten in einer Farbfassung von 1994. Weitere Ausstattung: Bronzekessel, aus zweiter Hälfte 13. Jh.; Triumphkreuzgruppe, gegen 1515 (vermutlich aus der 1541 abgebrochenen Kapelle St. Joost bei Stinstedt); Messingleuchter 1680 und 1702; Glocke, 1404 (i). | 31265764 |      |
| Dorf 53° 44′ 51″ N, 8° 58′ 43″ O | Kriegerdenkmal            | Sandsteinmonument, über mehrfach gestuftem Sockel, bekrönt von einer Kugel mit Kreuz. Errichtet um 1920 für die Gefallenen des Ersten Weltkrieges, nach 1945 ergänzt um Inschriften zu den Gefallenen des Zweiten Weltkrieges. | 31265747 |      |
| Aue 21 53° 45′ 41″ N, 9° 0′ 4″ O | Wohn-/ Wirtschaftsgebäude | Zweiständerbau in Fachwerk von 1861. | 31265672 |      |